# Codex Augiensis
Codex Augiensis (означаван са  или 010 (Gregory-Aland)) је рукопис Новог завета, написан на грчком и латинском језику, а датира са почетка 9. века. Овај рукопис западног типа је написан на пергаменту, димензија 23×19 цм.

## Опис
Рукопис садржи Посланице апостола Павла.
Кодекс се чува у Тринити колеџу (B. XVII. 1) у Кембриџу.